# Dracula chimaera
Dracula chimaera és una espècie d'orquídia epífita. És l'espècie tipus del gènere Dracula.

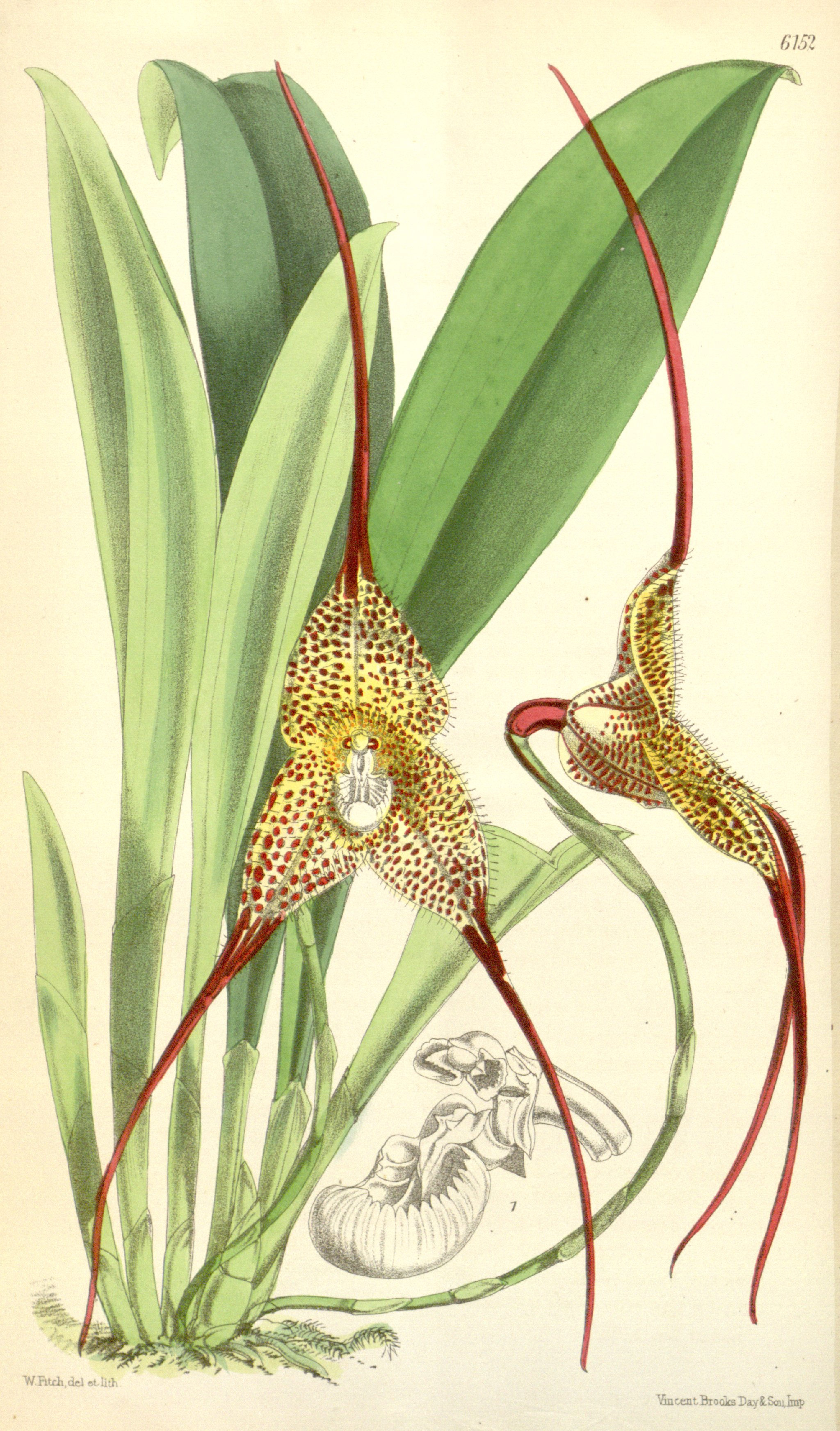
Dracula chimaera (sin.Masdevallia chimaera) placa 6152 in: Curtis's Bot. Magazine (Orchidaceae), vol. 101 (1875)

## Descripció
És una orquídia mitjana, amb hàbit d'epífita o litòfita i amb tiges agrupades en 2-3 beines soltes que tenen una sola fulla, apical, erecta, estretament oblanceolada. Floreix al final de la tardor i durant l'hivern en una inflorescència penjant, de 15 a 60 cm de llarg amb bràctees tubulars que duu fins a 6 flors simples, que requereixen unes bones condicions de reg durant tot l'any. Aquesta planta ha de créixer en un llistó o cistella perquè la inflorescència empenta cap avall i cap a fora pels costats de la planta i pot ser obstaculitzada per la paret interior d'un test.

## Distribució i hàbitat
Es troba a Colòmbia i l'Equador en elevacions de 1.400 a 2.450 metres dels boscs ennuvolats.

## Taxonomia
Dracula chimaera fou descrita per (Rchb.f.) Luer en Selbyana, 2: 194, 1978.
Etimologia

Dracula: nom genèric que deriva del llatí i significa: 'petit drac', fent referència a l'estrany aspecte de la planta, amb dos llargs estreps que l'ixen dels sèpals.
chimaera; epítet llatí que significa 'quimera, monstre'.
Sinonímia

- Masdevallia chimaera Rchb.f. (basiònim)
- Masdevallia backhousiana Rchb.f.
- Masdevallia senilis Rchb.f.
- Masdevallia wallisii var. stupenda Rchb.f.
- Masdevallia chimaera var. backhousiana (Rchb.f.) H.J. Veitch
- Masdevallia chimaera var. senilis (Rchb.f.) H.J. Veitch
- Dracula senilis (Rchb.f.) Luer[4][5]